# Coenypha fuliginosa
Coenypha fuliginosa is een spinnensoort in de taxonomische indeling van de Krabspinnen (Thomisidae).
Het dier behoort tot het geslacht Coenypha. De wetenschappelijke naam van de soort werd voor het eerst geldig gepubliceerd in 1849 door Hercule Nicolet.